# Théorie de l'identité esprit-cerveau
La théorie de l’identité esprit-cerveau est une forme de matérialisme philosophique concernant la nature de l'esprit. Elle constitue l'une des principales versions de la théorie de l'identité psychophysique (entre l'esprit et certains états ou processus physiques) avec laquelle elle ne doit donc pas être confondue. 

## Historique
La théorie de l’identité esprit-cerveau trouve l'une de ses premières formulations chez Thomas Hobbes (1588-1679). Hobbes utilise l’argument de la causalité mentale pour défendre cette thèse : la causalité mentale n’est intelligible que si les causes mentales sont identiques à des causes physiques. L’argument principal de Hobbes en faveur de cette position est celle de la fermeture causale du mouvement corporel : puisque le mouvement du corps ne peut être produit que par un autre mouvement corporel, la cause psychologique du mouvement du corps (« le mouvement de l'âme ») est elle-même une cause physique. Hobbes oppose sa théorie au dualisme des substances de Descartes.  Aujourd’hui, cet argument constitue la principale justification de la théorie de l’identité, étant donné le principe de la « complétude causale » du domaine des états physiques, principe selon lequel un état physique ne peut être causé que par un autre état physique.
Bien que la thèse de l'identité entre les états mentaux et les états du cerveau ait été défendue depuis Hobbes par les philosophes matérialistes et naturalistes des XVIIIe et XIXe siècles, ce n'est qu'à partir des années 1950 que des philosophes comme Ullin Place , Herbert Feigl  et John J. C. Smart,  l'ont présenté comme une thèse centrale de leur philosophie, chacun en proposant une version différente. Au début des années 1960, David M. Armstrong généralise l'identité : tous les états mentaux (y compris les expériences conscientes et les états intentionnels) sont identiques à des états physiques du système nerveux central. On parlera alors d'école matérialiste australienne pour désigner la philosophie de l'esprit qui s'est développée dans les universités australiennes autour de la théorie de l'identité esprit-cerveau.

## Thèse de l'identité des «types»
La théorie de l’identité esprit-cerveau avance que chaque « type » (ou genre) d’état mental est identique à un « type » d’état du cerveau. Selon cette théorie, il existe pour chaque type d’état mental M un certain type d’état physique P auquel M est identique, suivant une loi de la nature qui reste à découvrir. Il s'agit d'une thèse plus forte ou plus radicale que celle qui consiste à identifier seulement les occurrences d'états mentaux à des occurrences d'états cérébraux. Elle permet d'établir une corrélation systématique entre les caractéristiques psychologiques de l'esprit et celles neurophysiologiques du cerveau, alors que l'identité des occurrences implique seulement que les états mentaux et les états du cerveau sont numériquement identiques, se réalisent en un même processus dans le cerveau.

## Une hypothèse scientifique
L'identité esprit-cerveau ne dérive pas de raisons logiques ou sémantiques. Au lieu de découler a priori d’une analyse du contenu des concepts mentaux, elle s’établit a posteriori sur la base de recherches empiriques. Il appartient aux sciences, notamment aux neurosciences et à la psychologie, de découvrir quels types d’états physiques sont les états mentaux et d’établir les lois psychophysiques qui justifient la réduction des premiers aux seconds.
La théorie de l'esprit-cerveau peut être comparée à la théorie de la nature électromagnétique de la lumière. Avant que ne se développent les théories de l’électricité, la lumière apparaissait comme un phénomène mystérieux. Une fois l’électricité découverte, la lumière a pu être identifiée à un rayonnement électromagnétique. Dans ce cas, il ne s'agit pas  d'affirmer que la lumière est causée par un tel rayonnement (elle resterait alors énigmatique en elle-même), mais qu’elle n’est rien d’autre que ce rayonnement électromagnétique. Dans le même ordre d’idée, le but n’est pas de dire que les états mentaux sont causés par des processus neurophysiologiques, mais qu’ils ne sont rien d’autre que des processus neurophysiologiques d'un certain type. Pour les défenseurs de cette forme de physicalisme, il est théoriquement possible de réduire la psychologie à des descriptions physiques de ce qui se passe dans le cerveau en établissant ce genre d'identité ainsi que les « lois-ponts » qui relient les énoncés de la psychologie à ceux de la neurophysiologie.

### Autres positions théoriques au sein du problème corps-esprit
- Dualisme
- Physicalisme

- - Béhaviorisme
  - Fonctionnalisme
  - Éliminativisme